# Indian Bank
Indian Bank est une banque dont le siège social est situé à Chennai en Inde. Elle est créée en 1907. Elle est détenue par l'état indien.

## Histoire
En août 2019, le gouvernement indien annonce la fusion d'Indian Bank avec Allahabad Bank, fusion effective en avril 2020. Le nouvel ensemble regroupe 6 000 agences, 4 800 distributeurs automatiques et 43 000 employés.